# Високово (Юр'янський район)
Висо́ково (рос. Высоково) — присілок у складі Юр'янського району Кіровської області, Росія. Входить до складу Підгорцівського сільського поселення.
Населення становить 251 особа (2010, 311 у 2002).
Національний склад станом на 2002 рік — росіяни 96 %.